# Masters of Horror
Masters of Horror va ser una sèrie de televisió d'antologia estatunidenca/canadenca creada per Mick Garris per a Showtime. Consta de dues temporades, i es va estrenar el 28 d'octubre de l'any 2005 i va finalitzar amb el seu episodi número 26, el 2 de febrer de 2007.
En Espanya va ser emesa a Dark i Cuatro i en Llatinoamèrica va ser emès en FX, i a causa de l'èxit que va tenir la sèrie en aquell país va ser distribuïda en DVD per Manga Films i en Blu-ray per Vértice Cine.

## Història
Masters of Horror en si mateix és un col·lectiu no oficial de directors de cinema de terror que van decidir reunir-se en una sèrie de sopars organitzats per Mick Garris. En aquestes reunions van participar cineastes com Don Coscarelli, John Carpenter, Stuart Gordon, Wes Craven, Eli Roth, John Landis, Tobe Hooper, Joe Dante, Bill Malone, Joseph Zito, Tom McGloughlin, David Cronenberg, Guillermo del Toro i Sam Raimi, entre d'altres. Va ser durant una d'aquests sopars que Garris va suggerir la creació d'una sèrie de televisió centrada en el gènere del terror, la que tindria una clara visió d'autor en el resultat final: "La idea no era tenir les empremtes dactilars dels productors per tots costats, sinó que les del director en el seu propi episodi".
La sèrie es va estrenar amb grans crítiques als EUA el 28 d'octubre de 2005 amb el primer episodi Incident On and Off a Mountain Road, codirigit i escrit per Don Coscarelli. Un nou episodi s'emetria cada divendres a les 22.00 hora de l'est a través de les dues temporades. Quan va arribar el final de la segona temporada Showtime va decidir no continuar emetent la sèrie, en lloc d'això Mick Garris crearia la sèrie Fear Itself.

## Directors
- Don Coscarelli
- Stuart Gordon
- Tobe Hooper
- Dario Argento
- Mick Garris
- Joe Dante
- John Landis
- John Carpenter
- William Malone
- Lucky McKee
- Larry Cohen
- John McNaughton
- Takashi Miike

## Temporades
| Temporada | Temporada | Episodis | Episodis | Dates d’emissió      | Dates d’emissió      |
| Temporada | Temporada | Episodis | Episodis | Primera emissió      | Última emissió       |
| --------- | --------- | -------- | -------- | -------------------- | -------------------- |
|           | 1         | 13       | 13       | 28 d'octubre de 2005 | 25 de febrer de 2006 |
|           | 2         | 13       | 13       | 27 d'octubre de 2006 | 2 de febrer de 2007  |

## Episodis

### Temporada 1 (2005–06)
| No. a la sèrie | No. a la temporada | Títol                                         | Dirigit per     | Escrit per                                                              | Data d’emissió         |
| --- | ------------------ | --------------------------------------------- | --------------- | ----------------------------------------------------------------------- | ---------------------- |
| 1 | 1                  | «Incident On and Off a Mountain Road»         | Don Coscarelli  | Narració de : Joe R. Lansdale Guió de : Don Coscarelli & Stephen Romano | 28 d'octubre de 2005   |
| Una dona jove combina l'enginy amb un sàdic assassí en sèrie dins i fora d'una carretera de muntanya remota. Basat en la història curta de Joe R. Lansdale.                                                                                 |                    |                                               |                 |                                                                         |                        |
| 2 | 2                  | «H. P. Lovecraft's Dreams in the Witch-House» | Stuart Gordon   | Narració de : H. P. Lovecraft Guió de : Dennis Paoli & Stuart Gordon    | 4 de novembre de 2005  |
| Un estudiant universitari que lloga una habitació antiga en una pensió descobreix un complot de forces sinistres i d'un altre món per sacrificar el nadó del seu veí. Basat en el conte breu de H. P. Lovecraft.                            |                    |                                               |                 |                                                                         |                        |
| 3 | 3                  | «Dance of the Dead»                           | Tobe Hooper     | Narració de : Richard Matheson Guió de : Richard Christian Matheson     | 11 de novembre de 2005 |
| Una adolescent que viu en un poble post-apocalíptic es fa amiga d'un grup de punks rudes que passen l'estona en un bar sinistre on cadàvers reanimats ballen a l'escenari.                                                                  |                    |                                               |                 |                                                                         |                        |
| 4 | 4                  | «Jenifer»                                     | Dario Argento   | Narració de : Bruce Jones Guió de : Steven Weber                        | 18 de novembre de 2005 |
| Un agent de policia salva la vida d'una jove horriblement deformada, només per trobar-se arrossegat a una xarxa d'assassinats i autodestrucció de la qual li costa separar-se.                                                              |                    |                                               |                 |                                                                         |                        |
| 5 | 5                  | «Chocolate»                                   | Mick Garris     | Narració de : Mick Garris Guió de : Mick Garris                         | 25 de novembre de 2005 |
| Un jove recentment divorciat comença a experimentar el món a través dels sentits d'una dona que mai ha conegut després de menjar una mostra de xocolata. Però la seva recerca per conèixer-la cara a cara porta a conseqüències dràstiques. |                    |                                               |                 |                                                                         |                        |
| 6 | 6                  | «Homecoming»                                  | Joe Dante       | Narració de : Dale Bailey Guió de : Sam Hamm                            | 2 de desembre de 2005  |
| Una sàtira política en què els cadàvers reanimats de la soldats nord-americans assassinats a l'Iraq tornen en un intent de influir en les eleccions presidencials dels Estats Units.                                                        |                    |                                               |                 |                                                                         |                        |
| 7 | 7                  | «Deer Woman»                                  | John Landis     | Max Landis & John Landis                                                | 9 de desembre de 2005  |
| En aquesta comèdia de terror, un detectiu de policia investiga una sèrie de brutals assassinats comesos per una criatura antiga de la mitologia nativa americana.                                                                           |                    |                                               |                 |                                                                         |                        |
| 8 | 8                  | «Cigarette Burns»                             | John Carpenter  | Drew McWeeny & Scott Swan                                               | 16 de desembre de 2005 |
| Un home busca l'última impressió supervivent d'una pel·lícula rara que suposadament va fer que l'únic públic que l'ha vist mai l'hagi vist en un frenesí homicida.                                                                          |                    |                                               |                 |                                                                         |                        |
| 9 | 9                  | «Fair-Haired Child»                           | William Malone  | Matt Greenberg                                                          | 6 de gener de 2006     |
| Un adolescent marginat és segrestat per una parella estranya i tancat en un soterrani amb el seu fill, que té un secret fosc. |                    |                                               |                 |                                                                         |                        |
| 10 | 10                 | «Sick Girl»                                   | Lucky McKee     | Història de : Sean Hood Guió de : Sean Hood and Lucky McKee             | 13 de gener de 2006    |
| Una comèdia de terror en què una entomòleg lesbiana comença una relació amb una altra dona, però després també es veu involucrada amb un insecte força depredador i agressiu.                                                               |                    |                                               |                 |                                                                         |                        |
| 11 | 11                 | «Pick Me Up»                                  | Larry Cohen     | Narració de : David J. Schow Guió de : David J. Schow                   | 20 de gener de 2006    |
| Dos assassins en sèrie (un que mata autostopistes, un altre que mata a qualsevol a qui passegi) s'enfronten a la seva última víctima. |                    |                                               |                 |                                                                         |                        |
| 12 | 12                 | «Haeckel's Tale»                              | John McNaughton | Narració de : Clive Barker Guió de : Mick Garris                        | 27 de gener de 2006    |
| la dècada de 1850, un home que anava cap al seu pare malalt al Upstate New York, busca refugi en una cabana aïllada propietat d'una misteriosa parella on es veu involucrat en una grotesca orgia de no morts.                              |                    |                                               |                 |                                                                         |                        |
| 13 | 13                 | «Imprint»                                     | Takashi Miike   | Guió de : Daisuke Tengan Novel "Bokkê, kyôtê" by : Shimako Iwai         | 25 de febrer de 2006   |
| Un turista estatunidenc del segle XIX al Japó rep molt més del que esperava mentre buscava una prostituta japonesa de la qual es va enamorar anys abans.                                                                                    |                    |                                               |                 |                                                                         |                        |

L'episodi 4, "Jenifer", es va posar accidentalment disponible sota demanda per a un públic selecte al mateix temps que l'episodi 2, "H.P. Lovecraft's Dreams in the Witch-House". L'episodi es va tallar per violència gràfica durant la seva emissió televisiva inicial, i les escenes de tall només es poden veure en un reportatge separat de la pel·lícula del llançament del DVD R1.
L'episodi 13, "Imprint", originalment programat per a estrenar-se el 27 de gener de 2006, va ser arxivat per Showtime a causa de preocupacions sobre el seu contingut. Mick Garris, creador i productor executiu de la sèrie, va caracteritzar l'episodi com "la pel·lícula més inquietant que he vist mai". Només està disponible en DVD i Blu-ray d'Anchor Bay Entertainment, juntament amb la resta d'episodis de la primera temporada. "Imprint" es va mostrar al Regne Unit a Bravo (7 d'abril de 2006).

### Temporada 2 (2006–07)
| No. a la sèrie | No. a la temporada | Títol                         | Dirigit per      | Guió de                                                                    | Data d’emissió         |
| --- | ------------------ | ----------------------------- | ---------------- | -------------------------------------------------------------------------- | ---------------------- |
| 14 | 1                  | «The Damned Thing»            | Tobe Hooper      | Narració d' : Ambrose Bierce Guió de : Richard Christian Matheson          | 27 d'octubre de 2006   |
| La història apocalíptica d'una força monstruosa i invisible que devasta la família del xèrif Kevin Reddle i aterroritza la seva petita comunitat de Texas. Basat en el conte del mateix títol d'Ambrose Bierce. |                    |                               |                  |                                                                            |                        |
| 15 | 2                  | «Family»                      | John Landis      | Brent Hanley                                                               | 3 de novembre de 2006  |
| Una parella jove casada es trasllada a una nova casa i coneix el seu aparentment venerable veí Harold. Harold és de fet un psicòtic assassí en sèrie que ha creat una família utilitzant els esqueletss de les seves antigues víctimes, que ha segrestat i assassinat al llarg dels anys. |                    |                               |                  |                                                                            |                        |
| 16 | 3                  | «The V Word»                  | Ernest Dickerson | Mick Garris                                                                | 10 de novembre de 2006 |
| Aquesta pel·lícula de vampirs revela el càstig infligit a dos nois adolescents que prenen la molt mala decisió d'entrar a un tanatori i trobar-se amb un autèntic vampir. |                    |                               |                  |                                                                            |                        |
| 17 | 4                  | «Sounds Like»                 | Brad Anderson    | Nrració de : Mike O'Driscoll Guió de : Brad Anderson                       | 17 de novembre de 2006 |
| La història de Larry Pearce, un home normal beneït amb el do/maledicció de l'audició extraordinària que el porta a la vora de la bogeria i l'obliga a prendre mesures violentes per silenciar l'horrible cacofonia del seu cap. |                    |                               |                  |                                                                            |                        |
| 18 | 5                  | «Pro-Life»                    | John Carpenter   | Drew McWeeny i Scott Swan                                                  | 24 de novembre de 2006 |
| Pro-Life explica la història d'una jove embarassada atrapada dins d'una clínica d'avortaments per la seva família assassina, que aviat descobreix que l'única cosa més perillosa que els seus perseguidors és el secret demoníac que porta dins d'ella. |                    |                               |                  |                                                                            |                        |
| 19 | 6                  | «Pelts»                       | Dario Argento    | Història dey : F. Paul Wilson Guió de : Matt Venne                         | 1 de desembre de 2006  |
| El comerciant de pells Jake Feldman sap que no pots fer un abric sense trencar el coll d'uns quants animals. En la seva recerca de fer l'abric de pell perfecte per conquerir una dona, Feldman roba pells de mapatxe sobrenaturals que es tornen violentament contra els que les cobegen. |                    |                               |                  |                                                                            |                        |
| 20 | 7                  | «The Screwfly Solution»       | Joe Dante        | Short story by : James Tiptree, Jr. Guió de : Sam Hamm                     | 8 de desembre de 2006  |
| Una pesta de malson s'estén per tot el món, transformant els homes en assassins que ataquen totes les dones que es creuen en el seu camí. |                    |                               |                  |                                                                            |                        |
| 21 | 8                  | «Valerie on the Stairs»       | Mick Garris      | Short story by : Clive Barker Guió de : Mick Garris                        | 29 de desembre de 2006 |
| Un novel·lista lloga una habitació en un edifici d’apartaments per escriure una novel·la i descobreix que hi ha destí pitjor que l'anonimat literari quan es troba amb una dona misteriosa i un dimoni assetjador sorgit de la imaginació de tres inquilins. |                    |                               |                  |                                                                            |                        |
| 22 | 9                  | «Right to Die»                | Rob Schmidt      | John Esposito                                                              | 5 de gener de 2007     |
| Després d'allunyar-se d'un accident de trànsit que deixa la seva dona en coma i amb suport vital, un home ha de decidir deixar morir la seva dona. Però la situació es torna més malson quan el seu esperit venjador amenaça amb exposar un secret brut de la seva propietat. |                    |                               |                  |                                                                            |                        |
| 23 | 10                 | «We All Scream for Ice Cream» | Tom Holland      | Narració de : John Farris Guió de : David J. Schow                         | 12 de gener de 2007    |
| A la dècada de 1950, un gelater maquillat de pallasso és assassinat accidentalment durant una broma infantil que va sortir malament. Ara, anys més tard, després que els nens hagin crescut, el seu fantasma torna per venjar-se. |                    |                               |                  |                                                                            |                        |
| 24 | 11                 | «The Black Cat»               | Stuart Gordon    | Narració de : Edgar Allan Poe Guió de : Dennis Paoli & Stuart Gordon       | 19 de gener de 2007    |
| L'any 1841 a Filadèlfia, Edgar Allan Poe, que pateix un bloqueig de l'escriptor i manca de diners en efectiu, és turmentat pel gat negre de la seva dona que destruirà la seva vida o l'inspirarà a escriure una de les seves històries més famoses. |                    |                               |                  |                                                                            |                        |
| 25 | 12                 | «The Washingtonians»          | Peter Medak      | Narració de : Bentley Little Guió de : Richard Chizmar & Johnathon Schaech | 26 de gener de 2007    |
| Un home troba la seva família en perill després de descobrir un secret impactant sobre els pares fundadors dels Estats Units d'Amèrica, en el qual una societat secreta està decidida a guardar un secret a qualsevol preu. |                    |                               |                  |                                                                            |                        |
| 26 | 13                 | «Dream Cruise»                | Norio Tsuruta    | Narració de : Kôji Suzuki Guió de : Naoya Takayama & Norio Tsuruta         | 2 de febrer de 2007    |
| Jack, un advocat nord-americà que treballa a Tòquio, s'ha enamorat de la dona del seu client més valuós, l'Eiji. Malgrat la por molt arrelada de Jack al mar, accepta de mala gana la invitació d'Eiji per unir-se a la parella per fer una excursió d'un dia a la badia de Tòquio. El plaer es converteix lentament en terror mentre descobreixen el destí aquós reservat per a cadascun d'ells. |                    |                               |                  |                                                                            |                        |

## Sèries relacionades

### Fear Itself
El creador de la sèrie Mick Garris va declarar que Showtime va optar per no mostrar la tercera temporada i que l'estudi de cinema Lionsgate havia començat a finançar la sèrie The Hollywood Reporter va informar el 25 de setembre de 2007 que Mick Garris i Lionsgate van signar un acord de 13 episodis amb NBC. En lloc d'una tercera temporada, es va crear una nova sèrie, Fear Itself, amb la mateixa premissa que Masters of Horror. Es va estrenar a la NBC l'estiu del 2008.

## Banda sonora
L'octubre de 2005 es va publicar una banda sonora de dos discos de la sèrie a Immortal Records. L'àlbum inclou grups de heavy metal i hard rock amb algunes peces acústiques. Un any després es va publicar un segon volum.

## Adaptacions a còmic
IDW Publishing va produir una sèrie d'adaptacions de còmics de diversos episodis de la sèrie. Els quatre primers números són de dues parts, adaptant "Incident On and Off a Mountain Road", basat en la història curta de Joe R. Lansdale, i "Dreams in the Witch-House". Les dues primeres portades de còmics van ser pintades pel guardonat artista Jeremy Caniglia.

## Premis i nominacions
| Any  | Premi            | Resultat  | Categoria                                               | Receptor        | Notes                                                   |
| ---- | ---------------- | --------- | ------------------------------------------------------- | --------------- | ------------------------------------------------------- |
| 2006 | Premis Saturn    | Guanyador | Millor Presentació de Televisió                         |                 | compartit amb The Triangle                              |
| 2007 | Premis Saturn    | Nominat   | Millor Presentació de Televisió                         |                 |                                                         |
| 2007 | Premis Saturn    | Guanyador | Millor llançament de DVD de televisió                   |                 |                                                         |
| 2006 | Premi Emmy       | Nominat   | Composició musical destacada per a una sèrie            | Richard Band    | Episodi:: "H. P. Lovecraft's Dreams in the Witch-House" |
| 2006 | Premi Emmy       | Guanyador | Música del tema principal del títol principal destacada | Edward Shearmur |                                                         |
| 2007 | Premis Satellite | Guanuador | Millors extres de DVD (Temporada 1)                     |                 | compartit amb Borat                                     |